# Dominio (derecho feudal)

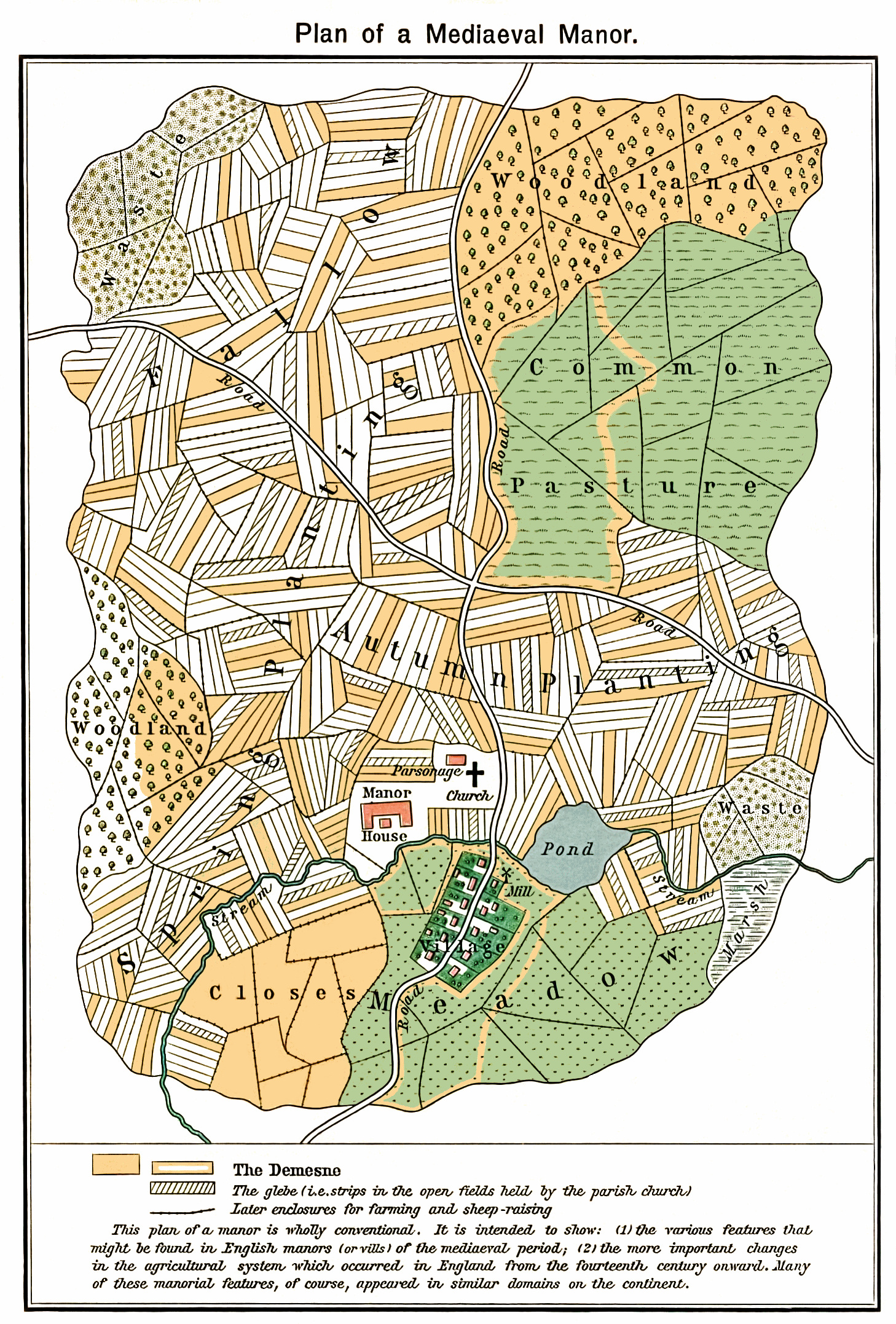
Ejemplo de mapa del dominio de un feudo. Las áreas amarillas son partes del dominio, las partes rayadas son las de la parroquia. El castillo, la residencia del señor y la sede del tribunal de la corte, se encuentra en el sur.

En el sistema feudal del dominio (del francés: demesne) era la tierra de propiedad directa del propietario de tierras para su propio uso y sustento, bajo su propia administración, a diferencia de la tierra que a su vez podría ser sub infeudada por él a otros vasallos. En Inglaterra, con el término de dominio real, es la tierra que posee directamente la Corona inglesa, mientras que con la antigua heredad se indica la tierra que poseían los gobernantes ingleses en el momento del Libro Domesay. Fedalmente el Flavio Biondo.

## Etimología
En el campo anglosajón, se utiliza la escritura demesne, que deriva del francés antiguo demeine, una variante de domaine (derivada a su vez del latín dominus, 'señor, dueño de un hogar'). Este término aparece en topónimos relacionado con el de barton, entendido como un sitio delimitado o una pequeña granja: del inglés antiguo bere (pequeña) y ton (recinto).

## Desarrollo
El sistema señorío, denominado también feudalismo, se desarrolló en Europa occidental inicialmente en Francia y luego se exportó a las áreas afectadas por la expansión normanda a lo largo de la Edad Media, como en Inglaterra, Sicilia, Jerusalén, Escocia e Irlanda.
En este sistema feudal, el dominio debía entenderse como toda la tierra directamente propiedad del señor feudal, exclusivamente destinada a su uso y sustento. No estaba necesariamente compuesto de áreas adyacentes a su castillo. Una porción de esta tierra de dominación, llamada tierra sin derecho, sirvió para el establecimiento de caminos públicos o para campos comunes de pastos destinados a los subordinados del señor. Gran parte de la tierra restante que comprende un feudo estaba sujeta a sub infeudada a otros vasallos.
Inicialmente las tierras de dominio estaban trabajadas en nombre del señor por los siervos o campesinos que pagaron para este fin, que no tenían derecho a la tierra que trabajaban y simplemente tenían que cumplir con sus obligaciones feudales, pero con el desarrollo de La economía monetaria en la Edad Media, la corvea de los sirvientes se cambió a pagos en efectivo y con el advenimiento del principio de la Edad Moderna, las tierras de dominio comenzaron a ser cultivadas por trabajadores asalariados. Las tierras de dominio se pueden otorgar en el procesamiento de forma perpetua (por ejemplo en heredad) o temporal. En tiempos de inflación de la moneda, las anualidades podían consistir sumas irrisorias, reduciendo así a la aristocracia feudal en la pobreza.
Las tierras que, a pesar de haber sido otorgadas en feudo fueron abandonadas por sus dueños a lo largo de los años, volvieron a ser parte del patrimonio de las Tierras de la Corona.

## Dominio real
Inmediatamente después de la conquista normanda de 1066, todas las tierras de Inglaterra fueron reclamadas por el rey Guillermo I de Inglaterra por un derecho alodio, lo que dio lugar al concepto de dominación real, también conocida como la tierra de la corona. El rey otorgó la parcelación de la tierra a varios vasallos, en particular a los llamados barones ingleses. Las tierras no asignadas, por ejemplo, las propiedades reales administradas por los administradores, además de los bosques reales, permanecieron como parte del dominio real. En el Libro Domesday de 1086 esta tierra se conoce como terra regis (literalmente «tierra del rey»), y en la ley común el término la heredad antigua se refiere precisamente a la tierra referida como propiedad del rey ya en el momento del Libro Domesday.
Las tierras reales no eran una cartera estática: podían aumentarse, por ejemplo, con la confiscación o la privación de los derechos feudales o el retorno de la tierra al dominio real, o mediante la simple compra de tierras. Durante el reinado de Jorge III del Reino Unido (1760-1820), el parlamento tomó posesión de la mayor parte de la propiedad real a cambio de una suma anual concedida al monarca. La única parte de la propiedad real alienada desde 1066 es hoy el Castillo de Windsor.